# Vallibonavenatrix
Vallibonavenatrix (il cui nome significa "cacciatrice di Vallibona", la città vicino alla quale sono stati trovati i resti dell'animale) è un genere estinto di dinosauro teropode spinosauride vissuto nel Cretaceo inferiore, circa 129.4-125 (Barremiano), in quella che oggi è la Formazione Arcillas de Morella nella Provincia di Castellón, in Spagna. Il genere contiene una singola specie, ossia V. cani.
L'olotipo è composto da uno scheletro parziale costituito da una vertebra cervicale, sei vertebre dorsali, un sacro quasi completo, frammenti di neurapofisi, quattro vertebre caudali, dieci costole parziali e frammenti di costole, tre chevron incomplete, un ileo sinistro quasi completo, frammenti della parte ventrale dell'ileo destro, l'ischio incompleto destro e sinistro, e un frammento interpretato come appartenente alla parte prossimale del pube. L'animale è stato interpretato come strettamente imparentato a Spinosaurus, e quindi appartenente alla sottofamiglia Spinosaurinae. Le stime sulle dimensioni dell'animale, basate sui suoi resti fossili e su quelli dei suoi parenti stretti, mostrano una possibile lunghezza di 7,45 metri (24,44 piedi).